# 개운 (후진)
개운(開運, 944년 7월 ~ 947년 2월)은 후진(後晉) 출제(出帝) 석중귀(石重貴)의 연호이다. 2년 8개월 가량 사용하였다. 출제(出帝)가 거란과의 전쟁으로 인하여 후진이 망하였다. 후한의 유지원이 후한을 개국하면서 천복 연호로 환원한다. 
개운 연호를 차용한 십국(十國) 국가는 형남(荊南), 남초(南楚), 오월(吳越)이 있다. 

## 개원
- 천복(天福) 9년 7월 1일[1](944년 7월 23일)에 연호를 개운(開運)으로 개원함.[2][3][4][5]

- 개운(開運) 4년 2월 15일[6](947년 3월 10일)에 후한 개국 후, 연호를 천복(天福)으로 환원함.[7][8][9][5]

## 연대 대조표
| 개운       | 원년           | 2년        | 3년        | 4년                                  |
| 서기(西紀) | 944년          | 945년      | 946년      | 947년                                |
| 간지(干支) | 갑진(甲辰)     | 을사(乙巳) | 병오(丙午) | 정미(丁未)                           |
| 거란(契丹) | 회동(會同) 7년 | 8년        | 9년        | 10년 대동(大同) 원년 천록(天祿) 원년 |
| 남한(南漢) | 건화(乾和) 2년 | 3년        | 4년        | 5년                                  |
| 민(閩)     | 천덕(天德) 2년 | 3년        | -          | -                                    |
| 후촉(後蜀) | 광정(廣政) 7년 | 8년        | 9년        | 10년                                 |
| 남당(南唐) | 보대(保大) 2년 | 3년        | 4년        | 5년                                  |

## 동시대 연호

### 중국
거란(契丹)
- 회동(會同) (938년 ~ 947년)
- 대동(大同) (947년)

남한(南漢)
- 건화(乾和) (943년 ~ 958년)

민(閩)
- 천덕(天德) (943년 ~ 945년)

후촉(後蜀)
- 광정(廣政) (938년 ~ 965년)

남당(南唐)
- 보대(保大) (943년 ~ 957년)

대리국(大理國)
- 문덕(文德) (938년 ~ 944년)
- 문경(文經) (945년)
- 지치(至治) (946년 ~ 951년)

호탄 왕국(于闐)
- 동경(同慶) (912년 ~ 966년)

### 일본
- 덴교(天慶) (938년 ~ 947년)

## 같이 보기
- 다른 왕조의 같은 연호
  - 서하(西夏) 개운(開運, 1034년)

- 중국의 연호 목록